# Джеймс Ліндсей
Джеймс Джозеф Ліндсей (англ. James Joseph Lindsay; 10 жовтня 1932, Портедж, Вісконсин — 5 серпня 2023) — американський воєначальник, генерал армії США (1985), командувач силами спеціальних операцій Збройних сил США (1987—1990).

## Біографія
Джеймс Джозеф Ліндсей народився 10 жовтня 1932 у містечку Портейдж у штаті Вісконсин. Вищу освіту здобув у Небраському університеті Омахі за фахом бакалавр та ступінь магістра наук у міжнародних справах здобув в Університеті Джорджа Вашингтона.
Військову кар'єру розпочав у 1952 році, коли був призваний на службу до армії. У травні 1953 закінчив школу кандидатів в офіцери армії США за фахом офіцер піхоти та отримав звання другого лейтенанта. Військову освіту підвищував на піхотних курсах удосконалення офіцерського складу, у мовній школі армії (вивчення німецької та російської мов), Університеті морської піхоти США, а також Національному воєнному коледжі США.
Пройшов усі ступені офіцерської кар'єри від командира взводу до командувача спеціальних операцій США. Розпочинав у 82-й повітряно-десантній дивізії, потім у 9-й піхотній дивізії, 7-й групі спеціальних операцій, військовий радник у Збройних силах Південного В'єтнаму (при в'єтнамській парашутній бригаді) та Таїланду за часів війни у В'єтнамі. З 1973 року командир бригади у 82-й дивізії, з червня 1977 — начальник штабу 18-го повітряно-десантного корпусу.
З лютого 1982 до червня 1983 генерал Дж. Ліндсей керував 82-ю повітряно-десантною дивізією, згодом начальник піхотної школи армії США у Форті Беннінг.
У квітні 1984 призначений командиром 18-го повітряно-десантного корпусу, а у жовтні 1986 р. — командувачем Командування швидкого реагування Збройних сил США.
16 квітня 1987 року указом Президента США генерал Ліндсей призначений першим командувачем Командування спеціальних операцій США, на чолі якого стояв до 1 липня 1990 року.